# فستان البجعة
فستان البجعة هو فستان أيقونى على هيئة بجعة ارتدته المغنية اللآيسلندية بيورك خلال حفل توزيع جوائز الأوسكار الثالث والسبعون في 25 مارس 2001.في 2008 صنفته صحيفة ديلي تلغراف البريطانية في المرتبة التاسعة كأكثر فستان سجادة حمراء شهرةً في كل التاريخ.